# Oost-Texasveld

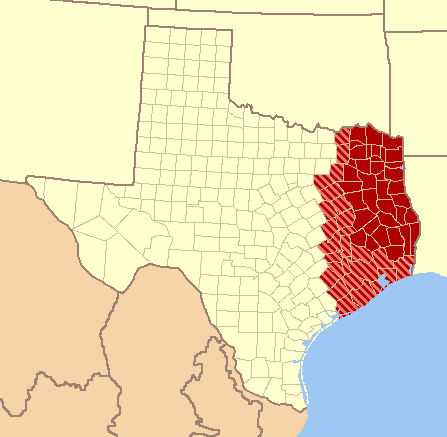
In het rood het belangrijkste gebied van het Oost-Texasveld

Het Oost-Texasveld is een groot olieveld in het oosten van Texas. Het veld beslaat een oppervlakte van 570 km². Sinds de ontdekking op 5 oktober 1930 zijn er 30.340 boorputten geslagen en is ruim vijf miljard vaten olie aan het veld onttrokken.
In de zomer van 1927 kocht Columbus Marion “Dad” Joiner het recht om in het gebied naar olie te zoeken. Hij was op dat moment 67 jaar. Hij verkocht een deel van zijn licenties door aan andere beleggers. Hierbij maakte hij gebruik van een rapport opgesteld door Doc Lloyd, een niet professionele geoloog, waarin de kwaliteiten van de mogelijke olievoorkomens breed werden uitgemeten. Het geld gebruikte hij voor het slaan van een boorput. Anderen waren sceptisch, een geoloog van Texaco zei toen hij de boorput bezocht: "I'll drink every barrel of oil you get out of this hole", ik drink elk vat olie dat je uit dit gat krijgt.
De eerste twee boorputten waren teleurstellend, er werd geen olie aangetroffen. De derde boorput, Daisy Bradford nummer 3, leverde op 5 september 1930 de eerste olie op. Per dag kwam driehonderd vaten olie naar boven en de boorput kwam op 5 oktober 1930 gereed. Het succes trok andere oliebedrijven en gelukzoekers aan. Een hiervan was H.L. Hunt van Hunt Olie. Joiner was inmiddels in problemen gekomen, het geld was op en de kopers van de licenties dreigden met rechtszaken. Hunt kocht een groot deel van zijn licenties voor 1,3 miljoen dollar. en maakte een fortuin met deze aankoop.
De olieproductie in het gebied nam zeer sterk toe. In de zomer van 1931 produceerde het veld al 900.000 vaten olie per dag uit 1200 boorputten. De productie van de Verenigde Staten verdubbelde met de olie uit dit veld. Deze enorme stijging leidde tot een sterke daling van de olieprijs en op 14 juli 1931 werd een vat olie voor 13 dollarcent verhandeld. Ross Sterling, gouverneur van Texas van 1931 tot 1933, probeerde eerst via de Texas Railroad Commission de productie te reguleren, maar dit beleid was niet succesvol. Hij stuurde in augustus 1931 troepen van de National Guard naar het gebied om de orde te herstellen en de besluiten van de Texas Railroad Commission uit te voeren. Nieuwe boorputten werden niet meer geslagen en de productie slonk. In april 1932 was de olieprijs weer gestegen naar $0,98 per vat. Het beleid schoot desondanks tekort en de olieprijs bleef op een laag niveau. In 1933 tekende president Roosevelt een wet waarin de olieproductie beter werd gereguleerd.
In 1990 vierde het Oost-Texasveld zijn zestigste verjaardag. In dat jaar werden bijna 36 miljoen vaten olie geproduceerd. Op 1 januari 1993 was de totale cumulatieve productie 5,15 miljard vaten olie.